# بانبشن

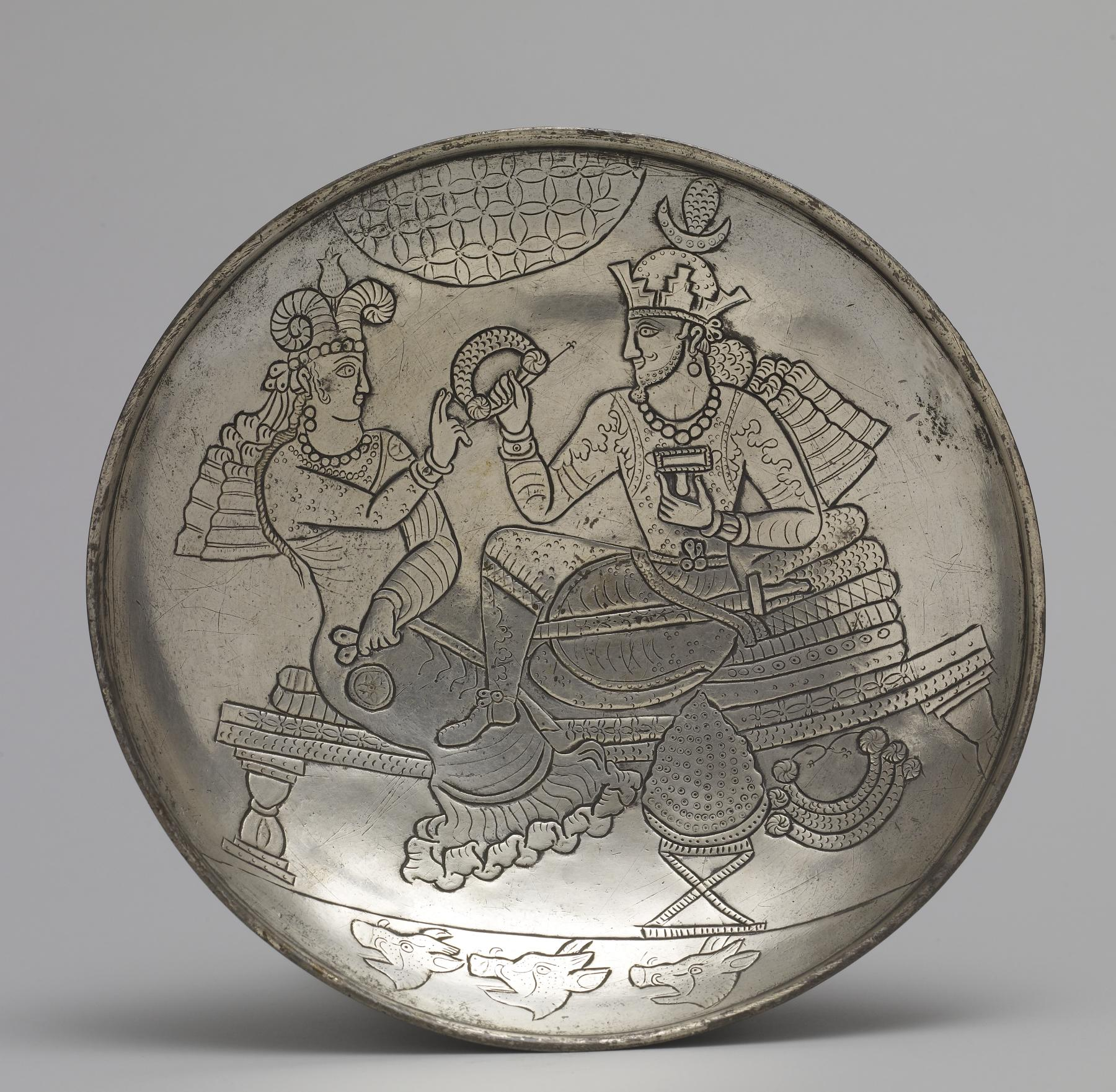
یک بشقاب ساسانی مربوط به سدهٔ ششم میلادی با نگاره‌ای از یک شاه و شهبانو که احتمالاً در یک جشن عروسی، بر تخت نشسته‌اند.

بانبِشن یک عنوان سلطنتی در پارسی میانه به معنای «شهبانو» بود که در ایران ساسانی برای زنان خانواده سلطنتی که شامل همسران، دختران و خواهران شاهان بودند و همچنین توسط همسران شاهزادگان ساسانی که به عنوان فرماندار بخش‌هایی از کشور را اداره می‌کردند، استفاده می‌شد. مرتبهٔ بالاتر این عنوان، بانبِشنان بانبِشن به معنای «شهبانوی شهبانوان» بود.

## واژه‌شناسی
اگرچه شکل پارسی باستان بانبشن (bānbišn) در هیچ منبعی یافت نشده است، اما به احتمال زیاد در آن زبان به صورت مانه-پَشنی بوده که با واژهٔ اوستایی دَمانو-پَثنی به معنای «همسر» مطابق است و از واژهٔ ایرانی باستان دمانه-پَثنی می‌آید. شکل اصلی این واژه در زبان سغدی وامبَن به معنای «بانو» بوده است. حرف ب آغازین بانبشن با واژهٔ پهلوی بانوگ (به معنای «بانو») مرتبط است که خود در اصل وام‌واژه‌ای از با-نو-کا(-نا-به) در عیلامی است که پیشتر وارد پارسی باستان شده است.
به نظر می‌رسد اشکانیان نیز از این عنوان استفاده می‌کرده‌اند. قرائت‌هایی از این واژه در نوشته‌های مانوی (که املای آن در آنها به صورت bʾnbyšn می‌باشد) و پارتی به صورت سَکان بانبیشن (Sagān bānbišn) به معنای «شهبانوی سیستان»، اَشکن بِنبِشن (ʾškʾn bʾnbyšn) به معنای «شهبانوی اشکانی» و [šhr]dʾr bʾnbyšn Xwdws به معنای «پادشاه زن خودوس» یافت شده است. در سغدی نیز این واژه به صورت پومپوشت (pʾmpwšt) برای ملکهٔ شهر ابرشهر استفاده شده است. این واژه سپس به صورت بامبیشن (bambishn) وارد زبان ارمنی شد. شکل سغدی این واژه نیز بامبوشت (bāmbusht) است که از آنجا به زبان‌های اویغوری و چینی راه یافته است. در سایر نوشته‌های سغدی، همان عنوان نمادی از فضیلت صبر است و «یک ملکه که پسران جانشین تاج و تخت را به دنیا می‌آورد» است.

## تاریخچه

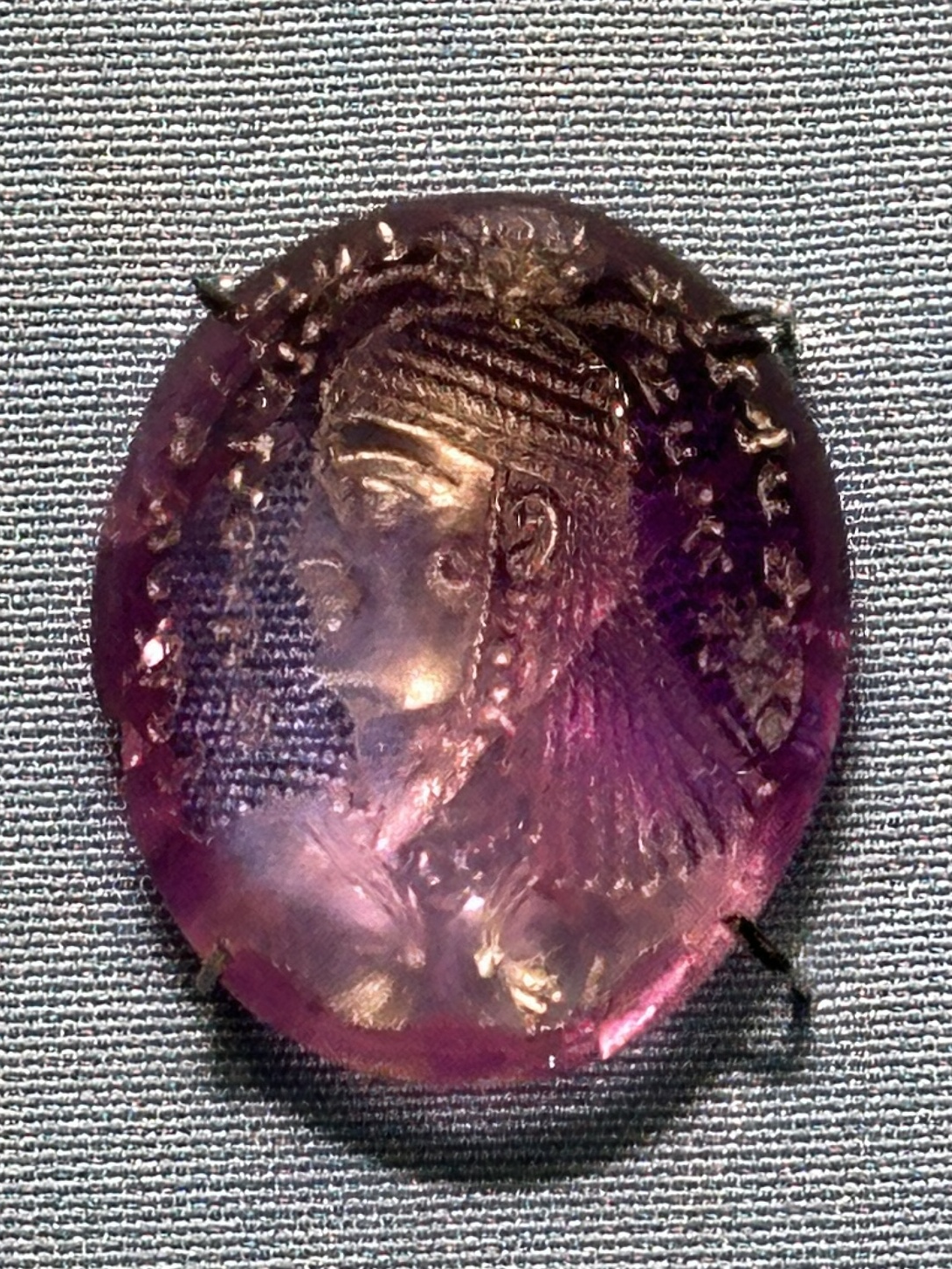
یک تصویر از مهر دینگ: «مُهری از دینگ بر جای مانده است که تصویر نیم‌تنهٔ او همراه با اسم و لقبش بانبشنان بانبشن به حروف پهلوی در آن کنده شده است.»

عنوان بانبشن در سنگ‌نوشته‌های ساسانی، برابر زنانهٔ عنوان شاه است. این عنوان نخستین‌بار در سال ۲۶۲ یا ۲۶۳ میلادی در سنگ‌نوشته شاپور یکم بر کعبه زرتشت، به دینگ بابکان نسبت داده می‌شود. آذرآناهید دختر شاپور یکم (سلطنت: ۲۴۰–۲۷۰) نیز عنوان بانبشنان بانبشن (bānbišnān bānbišn) به معنای «شهبانوی شهبانوان» را با هزوارش «MLKTAn MLKTA» دارد. به‌جز این، واژهٔ بانبشنان بانبشن بر روی سکهٔ بهرام دوم (سلطنت: ۲۷۴–۲۹۳) و مهر دینگ همسر یزدگرد دوم (سلطنت: ۴۳۸–۴۵۷) هم آمده است. شهر بانبشن به معنای «شهبانوی کشور» که توسط خوریم گودرز همسر شاپور استفاده می‌شد، سکان بانبشن به معنای «ملکه سکستان» که توسط شاپوردختک دوم همسر نرسه (سلطنت: ۲۹۳–۳۰۲) استفاده می‌شد و میشان بانبشن به معنای «شهبانوی میشان» که توسط دینگ میشانی همسر شاپور میشانشاه استفاده می‌شد، دیگر عناوین مرتبط با بانبشن بوده‌اند.
فرمانروایی دینگ همسر یزدگرد دوم به عنوان نایب‌السلطنه که در زمان ستیز میان پسرانش هرمز سوم و پیروز یکم موقتاً از تیسفون بر کشور فرمان می‌راند، نشان می‌دهد زنان سلطنتی می‌توانستند مناسب سیاسی را هم در مدیریت کشور اشغال کنند. ازدواج‌ها فقط با زنان ایرانی نبود؛ بهرام گور (سلطنت: ۴۲۰–۴۳۸) طبق گزارش‌ها با یک شاهدخت هندی به نام سپینود ازدواج کرد و خسرو پرویز (سلطنت: ۵۹۱–۶۲۸) نیز دو زن مسیحی به نام شیرین ارمنی‌تبار و مریم رومی را به همسری گرفت.